# 鍾漢章
鍾漢章，原名廷璽，贵州遵義人，清朝政治人物，同進士出身。
道光二十年（1840年）庚子科進士，三甲六十九名，后官內閣中書。